# Дом у Пилорамы
Дом у Пилорамы — хутор в Красноборском районе Архангельской области. Входит в состав Алексеевского сельского поселения.

## География
Находится в юго-восточной части Архангельской области на расстоянии приблизительно 1 км на запад-северо-запад по прямой от административного центра района села Красноборск на левобережье реки Северная Двина.

## История
Не был отмечен даже на карте 1984 года.

## Население
Численность населения: 5 человек (русские 100 %) 2002 году, 2 в 2010.